# Косьмин, Владимир Дмитриевич
Влади́мир Дми́триевич Косьми́н (24 июня [5 июля] 1884 — 25 апреля 1950) — российский военачальник, генерал-лейтенант (1919), участник Русско-японской, Первой мировой и Гражданской войн.

## Биография
Происходил из духовного звания. В 1902 году окончил Курскую духовную семинарию, а в 1904 году Чугуевское военное училище с отличием по 1-му разряду. В 1904 году выпущен был подпрапорщиком в 7-й гренадерский Самогитский полк, в этом же году произведён в подпоручики, в 1908 году в поручики, в 1912 году в штабс-капитаны. Участник Русско-японской войны. В 1914 году окончил Николаевскую военную академию по 2-му разряду. В 1915 году был произведён в капитаны .

## Первая мировая война
Участник Первой мировой войны с 1914 года, в 7-м гренадёрском Самогитским полку. 
3 февраля 1915 года за храбрость был награждён орденом Святого Георгия 4-й степени:
за то, что, 22 августа 1914 года, будучи с вверенной ротой в головной заставе, подойдя к д. Ольшанке и узнав, что на холмах, находящихся на пути движения нашей колонны, укрепился противник, быстро подошёл к названной деревне, атаковал правый фланг противника, вскочил первым в неприятельский окоп, причём было взято в плен 1 офицер и 48 нижних чинов.
В 1916 году произведён в подполковники и переведён в Генеральный штаб, с назначением на должность помощника старшего адъютанта отдела генерал-квартирмейстера Штаба Особой армии. В 1918 году произведён в полковники, с назначением штаб-офицером для поручений при штабе 9-го армейского корпуса.
С 1918 года участник Гражданской войны, в качестве начальника штаба 1-й Уральской пехотной дивизии. С 1919 года начальник 4-й Уфимской стрелковой дивизии, командующий Уральской группой войск. Участник Сибирского Ледяного похода.
12 сентября 1919 года за храбрость был награждён орденом Святого Георгия 3-й степени:
за то, что, лично руководя войсками группы, искусно провёл наступление совместно с  другими группами 3-й армии, выполнил задачи и вышел во фланг и тыл 26 советской дивизии. После этого, оставив заслон, обрушился против подошедших  на Петропавловском тракте частей 5 и 35 дивизий красных и нанёс им на ст. Пресновской решительное поражение, захватив свыше 2000 пленных, 12 орудий, 80 пулемётов, и проч., чем совершенно обеспечил левый фланг операций 3 армии.
С 1920 года эмигрировал в Китай. В Харбине в 1920-х годах был одним из лидеров русской военной эмиграции, его активная борьба против генерала А. И. Андогского во-многом стала причиной глубокого раскола дальневосточных эмигрантских организаций. В 1931—1932 гг. формально возглавлял Русскую фашистскую партию. Состоял в различных организациях и предприятиях монархического толка. В 1945 году после окончания Второй мировой войны, переехал в Австралию.

## Награды
- Орден Святой Анны 4-й степени с надписью «За храбрость» (1904 год)
- Орден Святого Станислава 3-й степени с мечами и бантом (1906 год);
- Орден Святой Анны 3-й степени (1913 год);
- Мечи и бант к ордену Святой Анны 3-й степени (1915 год);
- Орден Святого Станислава 2-й степени с мечами (1915 год);
- Орден Святого Владимира 4-й степени с мечами и бантом (1915 год);
- Орден Святого Георгия 4-й степени (1915 год);
- Орден Святой Анны 2-й степени с мечами (1916 год).

Награды Белого движения:
- Орден Святого Георгия 3-й степени (1919 год);
- Благодарность Верховного правителя (1919 год);
- Знак отличия Военного ордена «За Великий Сибирский поход» 1-й степени (1920 год).